# Krușevska, Kărdjali
Krușevska (în bulgară Крушевска) este un sat în comuna Kărdjali, regiunea Kărdjali,  Bulgaria. 

## Demografie
Componența etnică a satului Krușevska
     Turci (99,22%)
     Nicio identificare (0,77%)
     Altele (0%)
La recensământul din 2011, populația satului Krușevska era de 129 locuitori. Din punct de vedere etnic, majoritatea locuitorilor (99,22%) erau turci. Pentru 0,77% din locuitori nu este cunoscută apartenența etnică.